# オウテカ
オウテカ（Autechre）は、イギリスのテクノユニットである。テクノの中でもエレクトロニカ、IDMの曲を主にリリースしている。メンバーはショーン・ブース、ロブ・ブラウンの2人である。出身はマンチェスター北部にあるロッチデール。ワープ・レコーズ所属。レディオヘッドが彼らに影響を受けたと公言したことは有名。

## 経歴
1987年にグループ結成。初期はカシオのサンプラーSK-1などを使って曲を作っていたという。
1993年にワープ・レコーズからリリースされたアルバム『インキュナブラ』により、その名前が広く知られるようになる。以降エレクトロニカ市場、ひいてはワープ・レコーズにおける最重要ユニットとしてコンスタントに作品を発表、また平行して数多くのアーティストのリミックスも手がける。
1990年代半ば以降は、作風が以前に増して実験的なものになり、複雑な拍子、調性とは無縁の抽象的な音響、変形していくリズムなど現代音楽に見られるようなアプローチを取り入れる。
ライブにも趣向を凝らしており、彼らのライブは文字通り「真っ暗」な中で行われる。
オウテカは変名も使っており、Skam Recordsからリリースされた「Lego Feet」や「Gescom」名義などが知られる。音作りの徹底と、複雑怪奇なビートをプログラミングするためにコンピュータをフル活用している。コンピュータの進歩もあってか、デビュー当初からすると格段に楽曲の複雑さを増して来ているようである。その結果、調性は殆ど無くなり、現代音楽に近い作風へと変化している。2016年には、久々にデジタル配信限定で合計4時間以上もの長さを誇る新曲群の『elseq1-5』をリリースし、既成のアルバムの枠組みからの大きな逸脱と、音の鮮烈さから話題となった。

## ディスコグラフィ

### スタジオ・アルバム
- 『インキュナブラ』 - Incunabula (1993年)
- 『アンバー』 - Amber (1994年)
- 『トライ・レペテー』 - Tri Repetae (1995年)
- 『キアスティック・スライド』 - Chiastic Slide (1997年)
- 『オウテカ』 - LP5 (1998年)
- 『コンフィールド』 - Confield (2001年)
- 『ドラフト7.30』 - Draft 7.30 (2003年)
- 『アンティルテッド』 - Untilted (2005年)
- 『クアリスティス』 - Quaristice (2008年)
- 『オーヴァーステップス』 - Oversteps (2010年)
- 『エクサイ』 - Exai (2013年)
- elseq 1–5 (2016年)
- 『NTSセッションズ』 - NTS Sessions 1–4 (2018年)
- 『サイン』 - Sign (2020年)
- 『プラス』 - Plus (2020年)

### ライブ・アルバム
- AE_LIVE (2015年)
- AE LIVE 2016/2018 (2020年)

### コンピレーション・アルバム
- 『EPS 1991-2002』 - EPs 1991–2002 (2011年)
- Warp Tapes 89–93 (2019年)
- ³oæh (2021年) ※with ハフラー・トリオ

### EP
- Basscadet (1994年)
- Anti (1994年)
- Garbage (1995年)
- Anvil Vapre (1995年)
- Envane (1997年)
- Cichlisuite (1997年)
- 『ep7』 - EP7 (1999年)
- Peel Session（1999年）
- Peel Sessions 2（2000年）
- 『ガンツ・グラフ』 - Gantz Graf (2002年) ※DVDでもリリースされた
- Digital Exclusive EP (2008年)
- Quaristice.Quadrange.ep.ae (2008年)
- 『ムーブ・オブ・テン』 - Move of Ten (2010年)
- 『エル・イヴェント』 - L-Event (2013年)

### シングル
- "Autechre"（1990年)
- "Cavity Job"（1991年)
- "We R Are Why"（1996年)
- "Splitrmx12"（1999年)
- "JNSN CODE GL16 / spl47"（2017年)